# シュマルツ

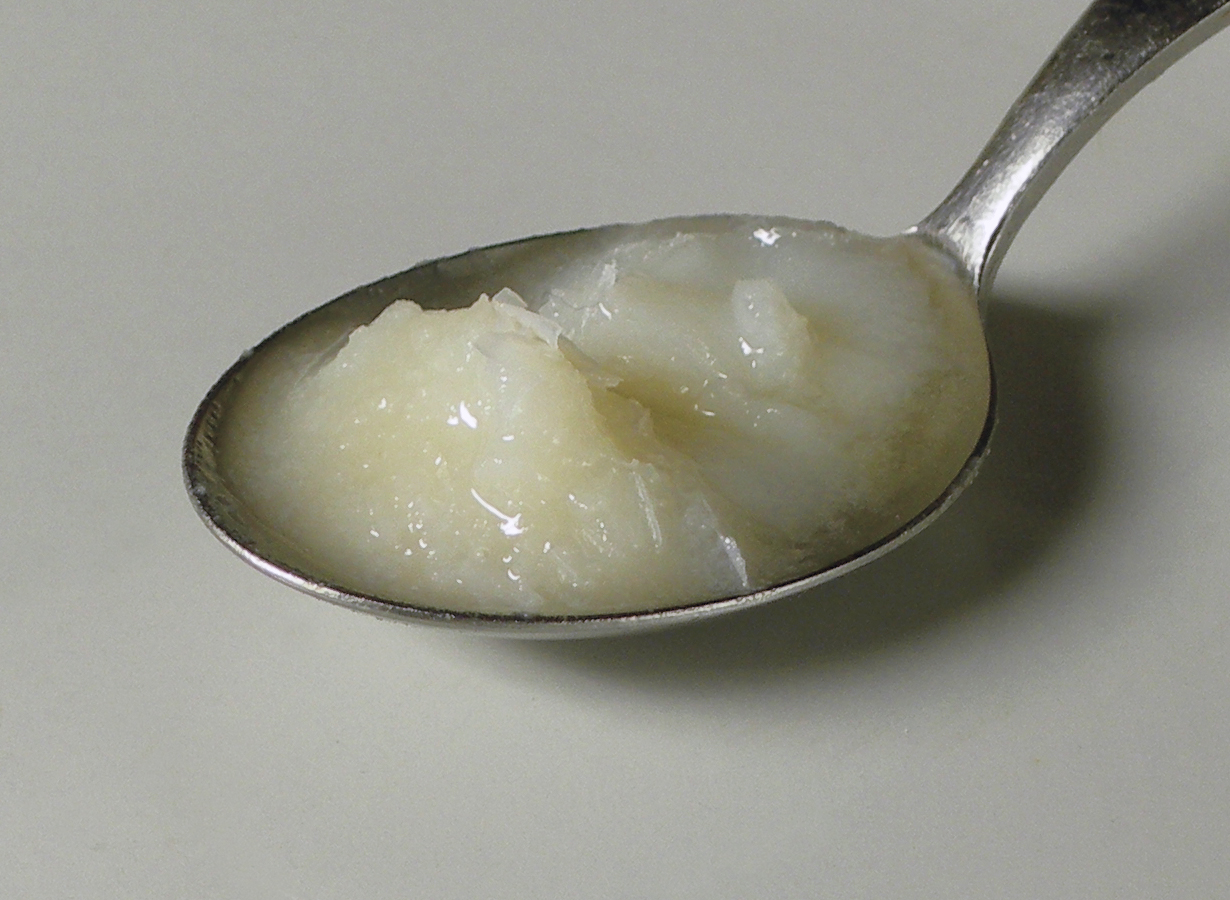
ガチョウのシュマルツ

シュマルツ（ドイツ語: Schmalz, イディッシュ語: שמאלץ）とは、主に家禽の動物性脂肪を融かして精製した食用油のこと。炒め物や揚げ物に用いる他、パンに塗って食べたり、菓子作りにも用いる。塩味の料理やシュマルツブロート（後述）用には、塩や香辛料を加えたり、脂肪を熱して抽出する際に刻み玉葱と共に熱して香りをつけたものもある。

## 製法と利用
シュマルツの製法には、動物の脂肪や皮を刻んだものを熱して脂肪を溶かし出す乾式と、蒸気を吹き付けたり、少量の水で煮て脂肪を抽出する湿式がある。抽出した脂肪を濾して不純物を取り除き、冷まして保存する。家庭で余った脂肪からシュマルツを作ることも多い。シュマルツを抽出した後に残った脂肪や皮などの小片は、ドイツ語でグリーベン（Grieben）、イディッシュ語でグリベネス（gribenes）と呼び、ジャガイモ料理、キャベツ料理、ザワークラウト料理、麺料理（ヌーデルン Nudeln）などのトッピングにしたり、ヘルツェルに加えたりする。シュマルツの製造の工程で水分や蛋白質が取り除かれ、常温での長期間の保存が可能になるため、コンフィのように肉をシュマルツで揚げてからシュマルツごと冷まして保存することもあった。
ドイツ語とイディッシュ語の「シュマルツ」は動物性脂肪を溶かして精製したもの一般を指し、語源は中高ドイツ語で「獣脂」を意味する名詞「シュマルツ」（Smalz）と、「溶かす」を意味する動詞「シュメルツェン」（schmelzen）である。
ドイツでは、本来は動物性脂肪、あるいは動物性脂肪にカイエンペッパーなどを入れたものだが、近年では水素添加した植物油に香料を加えたシュマルツも作られている。獣脂の風味を和らげるため、熱したシュマルツにバターを混ぜることもある。ドイツでは、特に北部ドイツとシュヴァーベン地方でアヒル、ガチョウ、ニワトリのシュマルツが多用されてきた。ブレーメン名物のクリスマスの菓子パン、ブレマー・クラーベンまたはクレーベン（Bremer Klöben）には、家禽のシュマルツとバターが入る。
なお、ドイツ語圏の狩人の間ではアナグマなどの皮下脂肪、南部方言では澄ましバターをブッターシュマルツ（Butterschmalz、「バターのシュマルツ」） と称する。

### シュマルツブロート

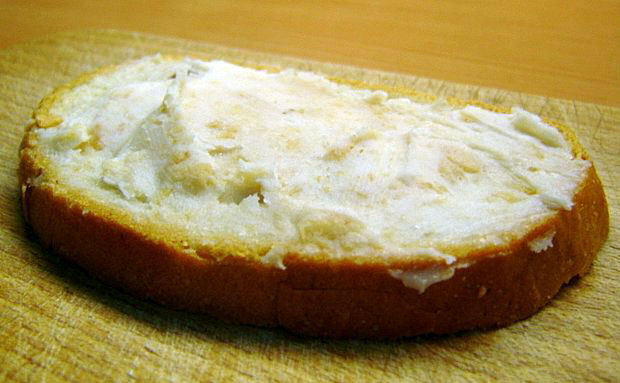
シュマルツブロート

シュマルツブロート（独: Schmalzbrot）はパンにバターとシュマルツをたっぷり塗ったもの。サラダ・タンポポの若葉・キャビアなどを乗せてオープンサンドイッチにして食べることもある。
シュマルツには動物性脂肪特有の強い風味があるため、シュマルツブロートにするパンにはライ麦パンなど風味の強いパンが好まれる。シュマルツブロートはドイツ東部では好まれるものの、西部では健康志向からかあまり好まれない。

## ユダヤ教とシュマルツ
ユダヤ教の食事規定では、乳製品を肉料理および肉料理と共に供される食品全般に使うことができない。東欧系ユダヤ人（アシュケナジム）は肉を含む献立にバターを使うことができず、植物性油脂の入手も昔は容易ではなかったため、家禽のシュマルツは生活に欠くべからざる調理油であった。炒め油や揚げ油の他、パンや肉料理の後のデザートにも昔はシュマルツを用いた。シュマルツは東欧系ユダヤ人の伝統料理にそれ特有の風味を与えるため、クニッシュやゲハックテ・レバーには絶対にシュマルツを使わないと本物の味にならないとする料理研究家もいる。英語のシュマルツはイディッシュ語からの借用語であり、北米では家禽の中でもニワトリの飼育が最も盛んであるため、米国ではシュマルツというと家禽、中でもニワトリのそれを指すことが多い。

## 代表的なシュマルツ
- ゲフリューゲルシュマルツ（Geflügelschmalz）：鶏のシュマルツ
- ヘット（牛）
- ゲンゼシュマルツ（Gänseschmalz）：ガチョウのシュマルツ
- エンテンシュマルツ（Entenschmalz）：アヒルのシュマルツ
- シュヴァイネシュマルツ（Schweineschmalz）：ラード
- レバーシュマルツ

## その他のシュマルツ
- シュマルツの形容詞形は英語で、過度に感傷的な芸術作品のことでもある。ドイツ語でも同じ用法。（英語：schmaltzy、ひどく感傷的な / ドイツ語 schmalzig）
- シュマルツは、バーデン＝ヴュルテンベルク州グラッテン（英語版）に本社を持つ真空機器メーカー。日本法人の本社所在地は神奈川県横浜市。
- モントリオールのユダヤ系住民の間では、「お金」を意味する俗語である。
- アメリカ合衆国で看板の製作に携わる者の間では、揺れる大きなスパンコール（直径2.5cm以上）で覆った看板をかつて「シュマルツ」と呼んだ。スパンコールが光を反射して煌めくと、電球が明滅するような視覚効果がある。シュマルツは電気やネオンを使った看板が普及するまでは大変人気があったが、1970年代後半にはほとんど姿を消した。現在では懐古趣味を狙ったものなどがときどき見られる。
- シュマルツ醸造会社（英語版）は、ニューヨーク州クリフトン・パーク（英語版）に本社を持つマイクロブルワリーの名前。ユダヤ教にちなんだ名前のビールを醸造している。ホームページ（英文）
- 揚げ菓子のことをドイツ語でシュマルツグレーベン（ドイツ語版）、シュマルツクーヘン（Schmalzkuchen）またはシュマルツゲベック（Schmalzgebäck）と呼ぶ。
- シュマルツ・ヘリング（英語版）とはイディッシュ語で産卵直前の油の乗ったニシンのことである。（画像）
- 多くの人物の姓でもある。